# 玫瑰峨螺
玫瑰峨螺是新腹足目亮螺屬的一個海螺物种。亮螺屬舊屬峨螺科，今改屬峨螺總科之下的织纹螺科，部分文獻把本物種Antillophos roseatus。

## 分布
本物種分布於红海、南非、马斯克林群岛海盆、菲律宾及澳大利亚，也見於南韓、印度尼西亚、阿拉伯半岛東部 (NWG, SEG, GO)、中国大陆南沙群岛、台湾龜山島，常栖息在浅海沙底。

## 外部連結
- Hardy, Eddie. . Hardy's Internet Guide to Marine Gastropods.   [17 January 2019]. （原始内容存档于2020-06-28） （英语）.